# Guld og grønne skove
Guld og grønne skove é um filme de drama dinamarquês de 1958 dirigido e escrito por Gabriel Axel. Foi selecionado como representante da Dinamarca à edição do Oscar 1959, organizada pela Academia de Artes e Ciências Cinematográficas.

## Elenco
- Axel Bang - Sognerådsformand Kristian Kristiansen
- Henny Lindorff Buckhøj - Martha
- Verner Tholsgaard - Theo
- Ole Larsen - Postmester Lars Peter
- Else-Marie - Thyra
- Mogens Viggo Petersen - Ole
- Valsø Holm - Købmand Anton
- Cay Kristiansen - Hans
- Anna Henriques-Nielsen - Jensine
- Vilhelm Henriques - Mattis
- Einar Reim - Pastor Breining
- Keld Markuslund - Skolelærer